# A Közép-afrikai Köztársaság az olimpiai játékokon
A Közép-afrikai Köztársaság első alkalommal 1968-ban vett részt az olimpiai játékokon, de a következő szereplése csak 1984-ben volt, azóta viszont minden nyári sportünnepen részt vett, de eddig még nem képviseltette magát a téli olimpiai játékokon.
A Közép-afrikai Köztársaság egyetlen olimpikonja sem szerzett még érmet.
A Közép-afrikai Nemzeti Olimpiai és Sportbizottság 1964-ben alakult meg, a NOB 1965-ben vette fel tagjai közé.